# Mozarteum Argentino
El Mozarteum Argentino es una institución musical privada sin fines de lucro de Argentina. Es una de las entidades musicales más importantes del país y ofrece becas a algunos de los músicos más capacitados de la Argentina. El Mozarteum Argentino fue creado en 1952 y también organiza conciertos, a menudo más de 50 al año. Es reconocida internacionalmente por su fomento y promoción de la música clásica. El nombre de esta entidad es un latinismo derivado del apellido del genial compositor Wolfgang Amadeus Mozart.
Bajo la dirección de Jeannette Arata de Erize (1922-2013) a partir de 1955, el Mozarteum logró un crecimiento destacado. La institución brinda al público nacional una programación constituida por figuras de la escena internacional y giras sudamericanas de organismos sinfónicos, corales y compañías de danza.
El centro de la actividad de Mozarteum Argentino es su «Temporada Anual de Conciertos de Abono». Este ciclo de conciertos, para los cuales la institución convoca a las más reconocidas figuras y agrupaciones del ámbito musical internacional, tiene sede en el Teatro Colón. Por otro lado, el Mozarteum instituyó desde 1959 una temporada de «Conciertos del Mediodía», la cual continúa vigente en el Centro Cultural Kirchner. Posibilitó a la población del interior del país el acercamiento a la música clásica mediante la sustentación de la fundación de diversas filiales en las provincias. Desde su creación, en este ciclo de 16 conciertos por año se han organizado más de 750 conciertos, con una asistencia regular de 1500 personas.
Desde la década de 1960, se han instituido diversos sistemas de becas para músicos argentinos, tanto intérpretes como compositores, que deseen proseguir sus estudios de perfeccionamiento en el exterior del país y para que otros jóvenes del interior prosigan su formación con maestros de su especialidad en la ciudad de Buenos Aires. Con esta misma finalidad, en 1965, el Mozarteum Argentino adquirió un Atelier en la Cité Internationale des Arts en París, un complejo que alberga a artistas y les brinda la posibilidad de realizar seminarios de perfeccionamiento, exposiciones, conciertos y de relacionarse con pares y maestros de su especialidad. El Mozarteum es la única institución privada de América Latina que cuenta con un espacio en este centro parisino.
El Mozarteum Argentino decidió extender sus actividades al Interior del país en 1978 creando filiales en varias ciudades de Provincias de Argentina, como Rosario, San Juan, Olavarría, Tandil, Tucumán, Jujuy, Bahía Blanca y Salta; además, existe colaboración con instituciones de Mercedes, Neuquén y General Roca.
Ha recibido numerosos reconocimientos, entre ellos tres Premios Konex de Platino en 1988, 2009 y 2019.